# Edward Baxter Perry
Edward Baxter Perry (Haverhill, Massachusetts, EUA, 14 de febrer, 1855 - Camden, Maine, EUA, 13 de juny, 1924), fou un musicògraf i pianista estatunidenc.
Estudià a Boston amb Junius Welch Hill fins a l'edat de vint anys en què marxà a Alemanya, on va tenir mestres com Liszt, Clara Schumann, Dionys Pruckner i Theodor Kullak. Al retornar als Estats Units es dedicà als concerts i a la ensenyança, arribamt a donar més de 3.000 sessions musicals.
Va compondre un Quartet de cordes i com a musicògraf col·laborà en les principals revistes del seu país, i a més va publicar: Descriptive Analyses of Piano Works (1904), i Stories of Standard Teaching Pieces (1908).